# Mert Nobre
Márcio Ferreira Nobre (n. Jateí, Brasil; 6 de noviembre de 1980), también conocido como Mert Nobre es un exfutbolista y entrenador brasileño, nacionalizado turco, que se desempeñaba como delantero.

## Clubes

### Como jugador
| Club              | País    | Año       |
| ----------------- | ------- | --------- |
| Paraná Clube      | Brasil  | 2001-2003 |
| Kashiwa Reysol    | Japón   | 2003      |
| Cruzeiro EC       | Brasil  | 2003-2004 |
| Fenerbahçe SK     | Turquía | 2004-2005 |
| Beşiktaş JK       | Turquía | 2006-2011 |
| Mersin İdmanyurdu | Turquía | 2011-2013 |
| Kayserispor       | Turquía | 2013-2015 |
| FC Wil            | Suiza   | 2015-2016 |
| BB Erzurumspor    | Turquía | 2016-2018 |
| Gençlerbirliği SK | Turquía | 2018-2019 |

### Como entrenador
| Club           | País    | Año  |
| -------------- | ------- | ---- |
| Gençlerbirliği | Turquía | 2020 |
| Altay          | Turquía | 2022 |